# سولومون هيرش
سولومون هيرش (بالإنجليزية: Solomon Hirsch)‏ هو دبلوماسي وسياسي أمريكي، ولد في 25 مارس 1839 في ألمانيا، وتوفي في 15 ديسمبر 1902 في بورتلاند في الولايات المتحدة. حزبياً، نشط في الحزب الجمهوري. وقد انتخب عضو مجلس ولاية أوريغون.